# Byn och Hallen
Byn och Hallen var från 1990 till 2020 en av SCB avgränsad och namnsatt småort i Hagfors kommun, Värmlands län. Den omfattar bebyggelse i byarna Byn och Hallen belägna i Ekshärads socken och öster om Klarälven och Ekshärad. 